# Culbokie
Culbokie är en by i Highland i Skottland. Byn är belägen 8 km 
från Conon Bridge. Orten har 1 179 invånare (2011).